# 木管五重奏曲
木管五重奏曲（もっかんごじゅうそうきょく）は、木管楽器を主体とした管楽器による五重奏曲のことである。通常、木管五重奏と言えば、最も一般的なフルート、オーボエ、クラリネット、ファゴットの4種の木管楽器に、ホルンを加えた5本の管楽器による編成を指す。管楽五重奏曲（かんがくごじゅうそうきょく）とも呼ばれる。

## 概要
管楽器の室内楽編成は、弦楽器との編成や木管の同属楽器での編成が多いが、木管五重奏はフルート、オーボエ、クラリネット、ファゴット、ホルンの編成が一般的である。これは19世紀ごろに確立された。ホルンは金管楽器だが、慣習的に木管五重奏と呼ばれている。これは弦楽五重奏、金管五重奏らの対比からつけられた名称であるともいわれている。
他の管楽器の室内楽編成と違い、5本の楽器すべてが違う振動体（オーボエとファゴットは同じダブルリードだが）で、音色もすべて違う。それぞれの音色が独立して聞こえ、合わせるのに大層の努力が必要な点では短所でもあり、逆にそれぞれの音色がかき消されずに聞こえる点では長所でもある。吹奏楽が発達した今日、管楽器のアンサンブルも盛んに行われているが、この編成でなくとも木管五重奏と称している場合がある。

## 代表的な作曲家と作品
- ダンツィ - 9曲
- レイハ（ライヒャ） - 作品88（1817年）、作品91（1818年）、作品99（1819年）、作品100（1820年）：いずれも6曲ずつ、計24曲。
- ラハナー - 第1番（1823年）、第2番（1827年）
- タファネル - ト短調
- フェルステル - ニ長調 Op.95
- ニールセン - Op.43, FS.100
- シェーンベルク - Op.26
- ヴィラ＝ロボス - 「ショロス形式の五重奏曲」（1928年）
- イベール - 木管五重奏曲のための3つの小品（1930年）
- ミヨー - 「ルネ王の炉辺」（ルネ王の暖炉）Op.205
- ヒンデミット - 5つの管楽器のための「小室内楽曲」Op.24-2
- アイスラー - 「ディヴェルティメント」
- パヴェル・ハース - 木管五重奏曲
- アーノルド - 3つのシャンティ
- ファルカシュ - 17世紀の古いハンガリーの舞曲
- ボザ - スケルツォ op.48（1948年）
- フランセ -  第1番（1948年）、第2番（1987年）
- エリオット・カーター - 木管五重奏曲（1948年）
- 平尾貴四男 - フルート、オーボエ、クラリネット、ホルンとファゴットのための五重奏曲（タイトルはフランス語：Quintette pour flute, hautbois, clarinette, cor et basson, 1950年）
- 別宮貞雄 - 日本組曲第1番（1955年）
- 三枝成彰 - 木管五重奏曲
- 保科洋 - 「ソネティネ」「寂燈」「無邪気ないたずら」
- リゲティ - 6つのバガテル（1953年）
- バーバー - サマー・ミュージック Op.31（1956年）
- シュトックハウゼン - ツァイトマッセ（1956年）、アデュー（1966年）
- ベリオ - オーパス・ナンバー・ズー

## 代表的な木管五重奏団
- アンサンブル・ウィーン＝ベルリン
- アフラートゥス・クインテット
- ベルリン・フィルハーモニー木管五重奏団（ドイツ語版）
- ベルゲン木管五重奏団（英語版）
- モラゲス五重奏団
- アウロス木管五重奏団
- レ・ヴァン・フランセ
- カリオン